# 魏特拉
魏特拉是奥地利下奥地利州格明德县的一个市镇。总面积52.66平方公里，总人口2744人，人口密度52.1人/平方公里（2012年）。